# 飯野愛
飯野 愛（いいの あい、1986年11月17日 - ）は、日本将棋連盟所属の女流棋士。女流棋士番号は48。飯野健二八段門下。東京都世田谷区出身。東京都立千歳丘高等学校卒。将棋棋士の飯野健二は実父。

## 棋歴

### 女流プロになるまで
実父の飯野健二が棋士であり、身近に将棋がある環境で育つ。そのため、将棋に馴染みがあったもの、本格的に女流プロを目指し始めたのは高校2年と女流棋士の中でもだいぶ遅い。父と仕事をするのが一つと夢だったと話している。
2005年に女流棋士の育成機関である女流育成会に入会。2009年より女流棋士になるための制度が変わったため、同年4月に関西研修会のD2クラスに移った（C1クラス昇級で女流3級になる）。
研修会入会から4年3ヶ月、2013年6月23日にC1クラスに昇級して女流3級資格を取得。資格申請を行ない10月1日付で女流3級に昇級することになった。その後の同年8月17日、アマチュア枠で出場した第7期マイナビ女子オープン予選を突破し同棋戦の本戦入りを決めた。この「マイナビ女子オープン本戦入り」が女流3級から女流2級への昇級規定「『女流棋士昇段級規定』の女流1級に該当した場合」を満たしたため、当初「女流3級」として昇級する予定だった10月1日付で「女流2級」として昇級、プロ入りすることになった。

### 女流プロ入り後
2014年5月9日、第36期女流王将戦予選で大庭美樹を降して本戦入り。それにより、女流棋士昇段級規定の1級の条件を満たし、女流1級に昇級した。
2015年8月1日、第9期マイナビ女子オープン予選決勝で、女流育成会時代に何度も対局した戦友である高浜愛子と対局。当時3級だった高浜にとって悲願の女流2級（正式なプロ入り）がかかっていた対局であり、敗れた高浜の悲痛な姿を見て飯野も目に涙を浮かべた。
2017年度は年度成績を8勝6敗とし、昇段規定「年度指し分け以上（7勝以上）」を満たしたことにより、2018年4月1日付で女流初段に昇段。
2024年7月3日、出産・育児のために2024年7月9日から2025年3月31日まで休場することを、日本将棋連盟が公表した。
2025年4月10日の第33期倉敷藤花戦（対石高澄恵女流二段 戦）で公式戦に復帰。

## 棋風
振り飛車党で、特に三間飛車を得意とする。

## 人物
- 高校2年のとき、唐突に女流プロを目指すと宣言した。父はこれまで女流棋士として育ててなかったため、驚かされた。将棋の道が厳しいものだと知る父は、普段の優しさとは一変し、厳しく指導した[2][13]。
- 将棋ニュースプラスの中の一コーナーであった『激突！目隠し将棋』にて、記録・秒読みを担当した（2008年）。
- 2007年より新設された非公式戦である『世田谷花みず木女流オープン戦』に2017年まで毎回出場[14]。
- 2016年度よりNHK杯の棋譜読み上げを担当している。2018年8月から11月までは司会の藤田綾が産休のため、同じく棋譜読み上げの和田あきと共に交替で司会も担当していた。
- 2019年11月22日に一般男性と結婚[15]。女流棋士としての活動名は飯野姓のまま変更なし[15]。

## 昇段履歴
女流育成会→研修会
- 2005年00月00日 ： 女流育成会入会（2005年度後期）
- 2009年04月00日 ： 関東研修会D2クラスに編入
- 2013年06月23日 ： 女流3級の資格を取得（関東研修会C1クラスに昇級）[3][1]
- 2013年08月17日 ： 女流2級の資格を取得（マイナビ女子オープン本戦入り）[4]

女流棋士
- 2013年10月01日 ： 女流2級 =プロ入り [4]
- 2014年05月09日 ： 女流1級（女流王将戦本戦入り）[16]
- 2018年04月01日 ： 女流初段（年度指し分け以上・7勝以上／2017年度8勝6敗）[8][9][10]

## 主な成績

### 年度別成績
- 2024年度（2024年7月9日 - 2025年3月31日：休場）[11]
  - 年度成績：6局 0勝6敗・勝率0.0000 [17]
  - 通算成績：162局 55勝107敗・勝率0.3395 [18]

## 出演
- AbemaTV初級講座（2017年4月配信開始、AbemaTV）[19]